# Breton cornouaillais
Le breton cornouaillais est le dialecte breton parlé en Cornouaille en France (à ne pas confondre avec le cornique qui est une langue celtique parlée en Cornouailles — avec un « s » —, en Grande-Bretagne).

## Fait dialectal et géographie
Le breton cornouaillais n'est pas plus facile à définir que les trois autres grands dialectes du breton (trégorrois, vannetais, léonard). Au contraire, c'est un dialecte qui se définit complémentairement aux trois autres.
D'une part la Cornouaille est le plus étendu et le plus peuplé des anciens évéchés de Basse-Bretagne : cela rend plus difficile de définir une langue de Cornouaille, comme on a pu le faire pour le Léon. Cependant le parler cornouaillais varie de commune à commune à peu près dans les mêmes proportions que ses trois voisins. Le seul parler avec lequel la limite est vraiment sensible est le vannetais. À l'opposé, séparer cornouaillais et trégorrois est très arbitraire : la zone des monts d'Arrée où se situerait la limite est au contraire relativement homogène.
D'autre part, l'absence de séminaristes cornouaillais au XIXe siècle n'a pas permis de proposer au cornouaillais une norme écrite, contrairement à ce qui s'est passé en Trégor : les écrivains de Cornouaille ont utilisé la langue écrite du Léon, partie du diocèse d'où venaient les prêtres généralement.
Les parlers locaux sont donc nombreux, aussi les linguistes préfèrent se référer aux dialectes qu'au cornouaillais en lui-même : breton du pays Bigouden, du Poher, du Cap Sizun ou encore du pays de l'Aven. De même, le dialecte de l'Île de Sein est très différent du breton parlé sur le continent, même celui du Cap Sizun. La région côtière allant de Crozon à Plougastel comporte plus de similitudes avec le léonard que dans le reste de la Cornouaille.
À l'intérieur de la zone, un sous-dialecte particulièrement différencié est celui du Sud-Ouest, notamment le Pays Bigouden, une partie du Glazik (Quimper) et la région de Douarnenez (pays Penn Sardin).
- Remarque : il ne faut pas confondre le breton cornouaillais avec le quimpertin qui est une variété de français dans la ville de Quimper.

## Caractéristiques du cornouaillais

### Accent
L'accent tonique est généralement placé sur l'avant-dernière syllabe, comme en léonard, mais il est plus marqué. De fait, les voyelles non accentuées (notamment les dernières syllabes des mots) sont ou des schwas, ou élidées. Par exemple bara (« pain ») se prononce souvent /ba:r/. Les mots fréquemment employés (anezhañ/anezhi/…, heni) sont donc souvent prononcés en une seule syllabe.

### Grammaire
- La particule verbale o est quelquefois remplacée par é (qui implique la même mutation mixte). Par exemple : ema o tont (« il vient, il est en train de venir / d'arriver ») donne en cornouaillais : ema é tont (/ma i tõn/). 
  - Mais en général aucune voyelle n'est prononcée.
  - Par contre, la mutation mixte s'entend. S'entend également parfois (dans la partie Est notamment) un h étymologique (o provient de ouzh) qui :
    - fait muter /l/, /n/, /r/ en /lh/, /nh/, /x/ (« oh lenn » /lhεn/) ;
    - renforce les mutations de /m/ et /b/, donnant /f/ au lieu de /v/ (« oh vont » /fõn/) ;
    - empêche les prononciations des « s » en /z/ et des « f » en /v/ (« oh sevel » /sewl/).
- La particule a ne s'entend que comme pronom relatif (sauf par la mutation consonantique qu'elle provoque).
- La particule ne s'entend très rarement. Par contre les phrases négatives à la troisième personne comportent en général un « sujet négatif » anezañ, anezi, aneze, prononcé /nõ/, /nèj/, /nε/. On aura ainsi par exemple, au lieu de « Ne glevont ket mad » (« ils n'entendent pas bien ») « (Ne) glev ket mad aneze » /glèf ke ma: nε/.
- La particule e n'est pas prononcée non plus. Pour introduire les subordonnées complétives, pour y suppléer, une conjonction de subordination propre, lar (ou la) est apparue.

« ne veze ket gouiet la e oa kamm kén
(on ne remarquait plus qu'il était boiteux) »
 Sa construction est beaucoup plus libre que la construction classique, qui impose que le verbe vienne directement après la particule. Il est ainsi possible de laire suivre lar du sujet : 

« soñjal a ran la an ouvrierien a chomas da gousked
(je pense que les ouvriers restèrent dormir) »

 ou de n'importe quel terme, qui peut être une autre proposition :

« evel ar c'hefeleg, la ma ve yen an amzer en em blija…
(comme la bécasse, qui si le temps est froid se plaît à…) »

Notes : Dans la même situation, vannetais et trégorrois utilisent parfois penaos. Jean-Marie Le Scraigne utilise parfois les deux « gwelet e-meump abaoe lar penaos ne oa ket gwir ! » (« nous avons vu depuis que ce n'était pas vrai »)
- Le cornouaillais utilise quasi-systématiquement le mot ba (provenant de l'élision de e-barzh, « dans ») là où le breton littéraire écrit e.
  - Le même ba remplace aussi e(n) dans les prépositions dérivées : e-kreis, e-lec'h, e-mesk, e-tal seront ainsi remplacées par ba-kreis, ba-lec'h (ou ba-plass), ba-mesk, ba-tal.
- le mot gant subit la même élision et est souvent prononcé /ga/.
- Le cornouaillais ne fait guère de différence entre les prépositions eus, ouzh et diouzh. Il les prononce toutes uniformément soit deus, soit doc'h (selon les dialectes).

### Prononciation des consonnes
- Tout comme dans le Trégor et le Vannetais, le dialecte de Cornouaille, ne prononce généralement pas les /z/ provenant d'anciens /ð/ (« dd » gallois). Par exemple le mot ezomm (« besoin », le peurunvan écrit incorrectement ezhomm) sera prononcé /e:m/ ou encore /i:m/, et le verbe anavezout (« connaître ») donnera /ã'nowt/ ou encore /ã'veout/.
- Les /z/ provenant d'un ancien /s/ latin (asen « âne ») ou celtique (isel « bas ») sont par contre prononcés. (Il y a des exceptions : neuse (« alors ») se prononce quelquefois /'nœhe/, an dra-se (« cela, cette chose-là ») /'ndrahe/).
- Le c'h est prononcé de différentes manières :
  - un /h/ (h expiré) en règle générale (comme dans la plupart de la Basse-Bretagne).
  - un /x/ (jota), dans les mots commençant par « c'hoa » /xwa/, dans les mutations  de « k », en fin de mot…
  - quand il provient de la mutation de « g », le /ɣ/ peut-être entendu /h/ ou même /ʀ/ dans le Sud-Est.
- Des lettres écrites « v » se prononcent quelquefois /w/ (ou /µ/). D'autres écrites « w » se prononcent parfois /v/. Ou alors elles ne se prononcent pas.
  - Par exemple, le mot awel (avel en peurunvan, « vent ») est prononcé /aεl/ dans la région de Quimper / Douarnenez.
  - Le w est prononcé souvent /v/ lorsqu'il commence le mot (surtout devant e ou i), sinon, il est prononcé /ɥ/ (comme en vannetais) après un g notamment.
- En Pays Bigouden et dans les environs, le c'hw, donne en conséquence la combinaison d'un /h/ et d'un /v/, pour aboutir à la consonne /f/. Aussi c'hwi (« vous ») se dit fi, et c'hwec'h (« six ») fec'h.

### Vocabulaire
- Il existe en breton plusieurs traductions pour le mot français jamais. Les versions cornouaillaises sont morse et surtout james.
- La variante dialectale de martese (« peut-être ») est un dérivé de la métathèse du terme d'origine : matrese / matre'e / mantr'eñ / matros / matrèhe…
- Pegouls (« quand »), est plus fréquemment remplacé par pedavare / pezavare / pevare / peur.
- L'adverbe interrogatif Peseurt mod (« comment » d'ailleurs prononcé /pessa mod/ le plus souvent) est souvent usité en Cornouaille, bien que la forme penaos reste utilisée dans de nombreux dialectes de l'évêché.